# Edgar von Harold
Edgar Freiherr von Harold (* 30. Mai 1830 in München; † 1. August 1886 in Possenhofen) war ein bayerischer Offizier und Entomologe.

## Leben
Edgar von Harold war der Sohn des späteren Generallieutenants und General-Kommandanten von Nürnberg Adam Alexander Freiherr von Harold (1794–1860) und dessen Ehefrau Franzisca Charlotte, geborene Freiin von Krauß (* 1804). Er durchlief die Königlich Bayerische Pagerie, absolvierte 1848 das Gymnasium und trat als Lieutenant in das Königlich Bayerische Infanterie-Leib-Regiment ein. Edgar von Harold diente in den folgenden Jahren als Offizier der Königlich Bayerischen Armee, wurde während des Deutschen Krieges 1866 in der Schlacht bei Kissingen verwundet, im August 1866 als Angehöriger des 5. Jägerbataillons im Infanterie-Leib-Regiment zum Hauptmann I. Classe befördert, im Armeebefehl vom 20. August 1866 offiziell für sein Verhalten vor dem Feind belobt und quittierte 1869 den Dienst. Er bereiste in seiner Militärzeit während eines einjährigen Urlaubs Spanien und Marokko sowie darüber hinaus mehrfach London, Paris, Rom und andere Hauptstädte Europas. Bei Ausbruch des Krieges von 1870/71 trat er für eine Verwendung beim Generalstab 1870 als Major wieder in den aktiven Dienst ein und schied als Major a. D. nach Friedensschluss wieder aus.
Edgar von Harold war bereits seit seiner Jugend entomologisch interessiert und begann sich ab 1859 immer mehr der Insektenkunde zuzuwenden. Er publizierte zusammen mit Max Gemminger in der Zeit von 1868 bis 1874 den zwölfbändigen "Catalogus coleopterorum hucusque descriptorum synonymicus et systematicus", der 77.008 Arten umfasst, redigierte gleichzeitig die "Coleopterologischen Hefte" (1867–1879) und gab anschließend die "Mitteilungen des Münchner entomologischen Vereins" (1877–1881) heraus. In der Zeit von 1877 bis 1880 war er nach dem Weggang von Carl Eduard Adolph Gerstäcker Kustos-Stellvertreter der entomologischen Abteilung des Berliner Zoologischen Museums.
Er war seit 1854 Mitglied des von Carl August Dohrn geführten Entomologischen Vereins zu Stettin und seit 1858 Mitglied des 1856 von Gustav Kraatz gegründeten Berliner Entomologischen Vereins, der von Jean Baptiste Alphonse Dechauffour de Boisduval geführten Société entomologique de France und der unter der Präsidentschaft von John Edward Gray stehenden Entomological Society of London. Er war seit 1873 auswärtiges Mitglied der unter der Präsidentschaft von Fürst Josef von Colloredo-Mannsfeld stehenden Kaiserlich-Königlichen Zoologisch-Botanischen Gesellschaft in Wien und nahm bis zu seinem Wechsel nach Berlin für kurze Zeit das Amt des ersten Vorsitzenden des 1876 gegründeten Münchener Entomologischen Vereins wahr.
In der Entomologie ist er unter anderem Erstbeschreiber von Eudicella tetraspilota Harold, 1879, einem Käfer aus der Unterfamilie der Rosenkäfer (Cetoniinae) sowie von Rosalia batesi Harold, 1877, einem Käfer aus der Familie der Bockkäfer (Cerambycidae).
Er war verheiratet mit Emilie von Harold, geborene Brandt.
Seine Privat-Sammlung Coleoptera (Coprophaga) kam über den Entomologen und Forschungsreisenden Max Korb und den französischen Entomologen René Oberthür 1952 an das Muséum national d’histoire naturelle in Paris. Insekten der Paläarktis kamen über August Öttel (1838–1905) im Jahr 1905 an die Zoologische Staatssammlung München. Weitere Typen befinden sich im Museum für Naturkunde (Berlin) und im Museum für Tierkunde Dresden.

## Schriften (Auswahl)
- mit Max Gemminger: Catalogus coleopterorum hucusque descriptorum synonymicus et systematicus. Tom. I, Gummi, Monachii 1868 (biodiversitylibrary.org)
- mit Max Gemminger: Catalogus coleopterorum hucusque descriptorum synonymicus et systematicus. Tom. II, Gummi, Monachii 1868 (biodiversitylibrary.org)
- mit Max Gemminger: Catalogus coleopterorum hucusque descriptorum synonymicus et systematicus. Tom. III, Gummi, Monachii 1868 (biodiversitylibrary.org)
- mit Max Gemminger: Catalogus coleopterorum hucusque descriptorum synonymicus et systematicus. Tom. IV, Gummi, Monachii 1869 (biodiversitylibrary.org)
- mit Max Gemminger: Catalogus coleopterorum hucusque descriptorum synonymicus et systematicus. Tom. V, Gummi, Monachii 1869 (biodiversitylibrary.org)
- mit Max Gemminger: Catalogus coleopterorum hucusque descriptorum synonymicus et systematicus. Tom. VI, Gummi, Monachii 1869 (biodiversitylibrary.org)
- mit Max Gemminger: Catalogus coleopterorum hucusque descriptorum synonymicus et systematicus. Tom. VII, Gummi, Monachii 1870 (biodiversitylibrary.org)
- mit Max Gemminger: Catalogus coleopterorum hucusque descriptorum synonymicus et systematicus. Tom. VIII, Gummi (Beck), Monachii 1871 (biodiversitylibrary.org)
- mit Max Gemminger: Catalogus coleopterorum hucusque descriptorum synonymicus et systematicus. Tom. IX, Gummi (Beck), Monachii 1872 (biodiversitylibrary.org)
- mit Max Gemminger: Catalogus coleopterorum hucusque descriptorum synonymicus et systematicus. Tom. X, Beck, Monachii 1873 (biodiversitylibrary.org)
- mit Max Gemminger: Catalogus coleopterorum hucusque descriptorum synonymicus et systematicus. Tom. XI, Beck, Monachii 1874 (biodiversitylibrary.org)
- mit Max Gemminger: Catalogus coleopterorum hucusque descriptorum synonymicus et systematicus. Tom. XII, Ackermann, Monachii 1874 (biodiversitylibrary.org)